# 발해인
발해인(渤海人)은 7세기~15세기에 걸쳐 한반도 동북부에서 만주 지방에 걸쳐 존재한 민족이다.

## 역사

### 발해 멸망 이전
발해인은 발해국 건국 후에 형성되었으며, 언어로는 발해어를 사용하였다.

### 발해 멸망
발해 멸망에 관련된 사료는 매우 적다. 멸망 전 후의 발해인에 관련된 사료는 요사나 고려사가 있는데, 이들 사료에서 발해인들에 대한 기록은 대체적으로 멸망 전에 벌어졌던 정권 다툼에 패한 왕족이나 귀족들이 고려로 망명해 오거나, 거란에 의한 멸망으로 대광현 등의 왕족이나 귀족이 거란에 저항하였으나, 실패하여 몇 만호 단위의 발해인들이 고려에 망명했다고 기록되어있다.
발해인은 1116년까지 부흥운동을 전개하였으나 모두 실패하고, 금나라의 주민으로 들어가게 되었다. 금나라 멸망 이후, 금 왕조의 발해인 귀족들은 몽골 제국의 통치하에서 여진족, 거란, 고려인과 같이 한인으로 분류되었다. 역사에서 그 이름이 소멸한 것은 원나라 이후부터이며, 고려로 귀순하지 않은 발해인들은 중국에 동화되었을 것으로 추정된다.

## 발해인이 세운 국가
- 후발해 연대 불확실 (건국 시점은 927년, 929년 설이 있고, 멸망 시점은 935년, 1003년, 1007년, 1114년 설 등이 있다.)
- 정안국 연대 불확실 (건국 시점은 935년, 938년 설이 있고, 멸망 시점은 대체적으로 986년 설로 보고있다.)
- 올야국 981년-996년 이후
- 흥요국 1029년-1030년
- 대원국 (대발해국) 1116년

## 같이 보기
- 발해